# Héctor Zayas Chardón
Héctor Zayas Chardón (22 de noviembre de 1916 - 15 de mayo de 2010) fue un cooperativista puertorriqueño cuyos aportes al movimiento cooperativo, tanto en Puerto Rico como fuera, tuvieron gran trascendencia para el desarrollo y bienestar del movimiento. Muchos de sus aportes e ideas aún tienen vigencia.

## Biografía
Cursó sus estudios primarios y medios en su natal Ponce. Luego ingresó en el Colegio de Agricultura y Artes Mecánicas de Mayagüez y ahí obtuvo un bachillerato en Artes Mecánicas. En la Universidad de Cornell obtuvo una maestría en la Escuela Graduada de Ciencias Agrícolas. Contrajo matrimonio con la Dra. Esther Seijo Tizol con quien tuvo tres hijos: Héctor Francisco, Francisco y Luis José. En 1988, muere su esposa la Dra. Esther Seijo y es entonces cuando su padre Héctor, conocido y querido por sus hermanos jayuyanos, decide ordenarse como sacerdote diocesano, de la Diócesis de Presbiterio de Arecibo en el año 1995. Y a su avanzada edad, aun oficiaba misa ocasionalmente en la Capilla San Bernardo del Barrio Mameyes de Jayuya.

## Trayectoria en el cooperativismo
Don Héctor, comenzó sus pasos en el cooperativismo en la División de Economía y Cooperativas en el Servicio de Extensión Agrícola de la Universidad de Puerto Rico. Allí, tuvo el privilegio de ser parte de la comisión especial que el gobierno de Puerto Rico envió, en 1945, a Nueva Escocia, creada con el propósito de estudiar el movimiento cooperativo en dicha nación y proponer alternativas cooperativistas viables para Puerto Rico. La aportación de don Héctor, como resultado de esta experiencia, fue vital para la aprobación de leyes que dieron paso al desarrollo del movimiento cooperativista puertorriqueño que hoy conocemos.
Entre otros aportes, contribuyó a la promoción y creación de:
- Ley General de Sociedades Cooperativas de Puerto Rico
- Ley de Sociedades Cooperativas de Ahorro y Crédito de Puerto Rico
- Banco Cooperativo de Puerto Rico
- La incorporación de cursos de cooperativismo en las escuelas públicas y en la Universidad de Puerto Rico
- La creación de un Departamento de Cooperativas para el fomento y educación cooperativista
- La estructuración de una oficina para reglamentar y fiscalizar las cooperativas organizadas

### Posiciones ejecutivas
Héctor fue un cooperativista que ha desempeñado posiciones ejecutivas en casi todas las agencias gubernamentales relacionadas con el movimiento cooperativo:
- Director del Departamento de Economía del Servicio de Extensión Agrícola de la Universidad de Puerto Rico
- Subdirector de la Administración de Programas Sociales de la Autoridad de Tierras
- Subsecretario del Departamento de Agricultura
- Director y profesor del Instituto de Cooperativismo de la Universidad de Puerto Rico
- Colaboró en la organización e integración de las diferentes oficinas que fomentan, desarrollan y fiscalizan las cooperativas bajo una agencia gubernamental: la Administración de Fomento Cooperativo
- Presidente ejecutivo del Banco Cooperativo
- Organizó la oficina del Inspector de Cooperativas y fue su primer inspector y participó en la organización del Programa de Seguros de Acciones y Depósitos (PROSAAD COOP) que luego se transformaría en COSSEC.

### A nivel internacional
Las ejecutorias de don Héctor fueron de una trascendencia notable entre los importantes logros podemos señalar los siguientes:
- Tesorero de la junta de directores de la Sociedad Interamericana
- Presidió la delegación de Puerto Rico a la Primera Conferencia Técnica Sobre Cooperativas del Caribe celebrada en Jamaica
- Delegado de Puerto Rico al Seminario de Desarrollo Rural y Cooperativismo, celebrado en Dinamarca, Suecia y Noruega;
- Miembro de la Junta de directores de la Federación de Cooperativas de Estados Unidos
- Asistió a la conferencia del presidente John F. Kennedy sobre “Cooperativismo y el futuro de la nación”
- Administrador del programa para el desarrollo de bancos cooperativos interamericanos en Washington D.C.

### A nivel de Puerto Rico
- Contribuyó a la creación de la Liga de Cooperativas.
- Director de la junta de directores de la Liga de Cooperativas
- Fomentó la creación de la Federación de Cooperativas de Seguros de Vida de Puerto Rico y fue su presidente de junta
- Organizó y presidió la Federación de Cooperativas de Ahorro y Crédito
- Participó en el Comité de Revaluación del Movimiento Cooperativo
- Participó en la Comisión de Transferencia para evaluar la transferencia de funciones gubernamentales al movimiento cooperativo
- Organizó y fue el primer presidente de la junta de directores de la Cooperativa de Ahorro y Crédito de Jayuya
- Presidente de la junta de directores de la Cooperativa de Viviendas Dos Pinos
- Director de la junta de directores de la Cooperativa Metropolitana de Consumo Dos Pinos
- Director de la junta de directores de la Cooperativa Agrícola de Jayuya
- Presidente de la junta del Banco Cooperativo de Puerto Rico